# ساکوما، شیزوئوکا
ساکوما، شیزوئوکا (به لاتین: Sakuma) یک منطقهٔ مسکونی در ژاپن است که در ناحیه چوبو واقع شده‌است. ساکوما ۵٬۳۹۴ نفر جمعیت دارد.